# Sigrun Paulsen
Sigrun Paulsen (* 1945 in Adlum bei Hildesheim) ist eine deutsche Malerin.

## Leben
Sigrun Paulsen absolvierte von 1965 bis 1970 ein Studium der Literaturwissenschaften an der Technischen Universität (TU) Hannover. Nach der Geburt ihres Sohnes schloss sich 1970 bis 1973 ein Studium an der Kunstakademie Düsseldorf bei Joseph Beuys und Ole John an. Danach folgte von 1973 bis 1978 eine Ausbildung bei Hermann Bachmann und Hans Nagel an der Hochschule der Künste in Berlin, wo sie 1978 Meisterschülerin wurde. 1980/81 war sie Stipendiatin der Karl-Hofer-Gesellschaft und hatte 1994 ein Arbeitsstipendium des Senats für Kulturelle Angelegenheiten Berlin. In den Jahren 1995 bis 2008 folgten Arbeitsaufenthalte in Rossbach/Zeitlofs in der Rhön. 1996 war sie Artist in Residence der Chinati Foundation in Texas, USA. Sigrun Paulsen arbeitet und lebt in Berlin.

## Ausstellungen
- 1986 „Tod und Leben“, mit Waldemar Grzimek, Carl Hofer, Käthe Kollwitz, Alfred Kubin,  Heinrich Richter-Berlin, Georges Rouault – Carola Dewor, Galli, Franz Gutmann, Manfred Henkel, Lizzie Hosaeus, Claus Korch, Ingo Kühl, Volker März, Günter Scharein, Erika Schewski-Rühling, Ludmila Seefried-Matějková, Hans Stein, Renée Strecker u. a., Obere Galerie – Haus am Lützowplatz, Kunstamt Tiergarten, Berlin.
- 1986 „Hommage à Tintoretto“, ehemaliges Loft, Gneisenaustraße 44/45, Berlin.
- 1988 Epiphanien-Kirche, Evangelische Epiphaniengemeinde Berlin-Charlottenburg.
- 1989 Berenberg-Gossler & Partner, Hamburg.
- 1991 Galerie Neue Räume, Berlin.
- 1993 „Von den Farben der Natur – von der Natur der Farben“, Neuer Berliner Kunstverein (NBK), Berlin.
- 1996 Galerie Henkel, Berlin.
- 1996 Galerie Neue Räume, Berlin.
- 1996 Experimentelle Arbeiten, Werkstattausstellung, Berlin.
- 1996 Installation, Chinati Foundation, Museum in Marfa, Texas, USA.
- 1997 Installation, Ostern, Evangelische Kirche, Hochheim am Main.
- 1997 „Schatten und Reflexion“, Fotos, Fachbereich Architektur, Technische Universität Berlin (TU), Berlin-Charlottenburg.
- 1999 Lichtinstallation, Silvester 99, mit Andreas Greiner.
- 1999 Katholische Kirchengemeinde St. Marien-Liebfrauen, Berlin-Kreuzberg.
- 2000 Bilder und Objekte, Architekturbüro springerchrobok, Berlin.
- 2001 „Raumverspannung“, Installation zum Jahreswechsel, Evangelische Kirche, Hochheim am Main.
- 2003 Experimentelle Arbeiten, Architekturbüro springerchrobok, Berlin.
- 2004 „Sprache wird Farbe“, Bilder und Objekte, Fabriketage Berlin-Kreuzberg.
- 2005 „Vom himmlischen und irdischen Glänzen“, Bilder, Fabriketage Berlin-Kreuzberg.
- 2011 „Es kehret der Heimatlose zurück zu moosigen Wäldern“, Bilder, Infozentrum „Haus der Schwarzen Berge“, Wildflecken-Oberbach, Rhön.
- 2013 „blau, rot, gelb, der baum und ich“, Bilder, Wiegmann-Klinik, DRK Kliniken Berlin, Berlin-Charlottenburg.
- 2019 Galerie Amalienpark, Berlin[1]